# Clethra nutantiflora
Clethra nutantiflora là một loài thực vật có hoa trong họ Clethraceae. Loài này được Standl. & L.O.Williams ex A.Molina mô tả khoa học đầu tiên năm 1968.